# Bayerbach (powiat Rottal-Inn)
Bayerbach – miejscowość i gmina w Niemczech, w kraju związkowym Bawaria, w rejencji Dolna Bawaria, w regionie Landshut, w powiecie Rottal-Inn, wchodzi w skład wspólnoty administracyjnej Bad Birnbach. Leży około 15 km na wschód od Pfarrkirchen, nad rzeką Rott, przy linii kolejowej Pocking – Mühldorf am Inn.

## Dzielnice
W skład gminy wchodzą trzy dzielnice: Bayerbach, Kindlbach i Steinberg.

## Demografia
| Rok  | Liczba mieszk. |
| ---- | -------------- |
| 1970 | 1 510          |
| 1987 | 1 574          |
| 2000 | 1 693          |

## Oświata
(na 1999)

W gminie znajduje się przedszkole (50 miejsc i 47 dzieci).